# N-グリコリルノイラミン酸
N-グリコリルノイラミン酸（英: N-glycolylneuraminic acid、略称: Neu5Gc）は、ヒト以外のほとんどの哺乳類に存在するシアル酸分子である。ヒトはCMAH遺伝子に生じた不可逆的変異のためNeu5Gcを合成することはできないが、他の類人猿はNeu5Gcを合成することができる。CMAH遺伝子はCMP-N-アセチルノイラミン酸ヒドロキシラーゼをコードしており、CMP-N-アセチルノイラミン酸（CMP-Neu5Ac）からCMP-Neu5Gcへの合成を担う酵素である。CMAHの喪失は200–300万年前、ヒト属Homoの出現直前に生じたと推定されている。
多くの哺乳類ではNeu5GcとNeu5Acはどちらもゴルジ体へ送られて多くの複合糖質へ付加されるが、ヒトにはNeu5Gcは存在しない。

## ヒトにおけるNeu5Gc喪失の影響
Neu5Gcを喪失し、Neu5Acが過剰に存在するようになったことはヒトの祖先と病原体との相互作用に影響を及ぼし、Neu5Gcに結合する病原体に対する感受性は低くなり、Neu5Acに結合する病原体に対しては感受性が高くなったと考えられる。Neu5Gc産生能力を喪失したヒト祖先は、当時のマラリア流行の中を生き残ることができたことが示唆されている。しかしながら、今日のマラリアの主な原因の1つとなっている熱帯熱マラリア原虫Plasmodium falciparumはNeu5Acに富むヒト赤血球に対する結合選択性を有しており、この種の出現によってヒトは再び危機にさらされることとなった。

## 生成
Neu5Gcは、ヒト、フェレット、カモノハシ、西洋種のイヌ、新世界ザルを除く、大部分の哺乳類に存在する。ヒトはNeu5Gcを産生するための遺伝子を喪失している一方で、ヒトの体には微量のNeu5Gcが存在する場合がある。こうした微量のNeu5Gcは動物性食品、主に羊、豚、牛などの赤肉の消費に由来するものである。Neu5Gcは乳製品中にも存在している場合があるが、その量は肉と比較すると少なく、またNeu5Gcは家禽類には存在せず、魚類には微量存在するのみである。シャンプーなどに含まれるラノリンにもNeu5Gcが含まれている。
2017年、100万年以上前の複数の動物の化石中にNeu5Gcが間接的に同定された。最も古いものは約400万年前にさかのぼるものである。

## ヒトへの影響
Neu5Gcは人体ではいかなる機構でも産生されず（遺伝子を喪失しているため）、微生物もNeu5Gcを合成することはできないようである。一方でNeu5Gcはヒトのがんや糞便試料に高濃度で存在することが報告されており、食事の一部としてNeu5Gcを摂取していることが示唆されている。取り込みはマクロピノサイトーシスによって行われていると考えられており、シアル酸分子はシアリントランスポーターによって細胞質基質へ輸送される。Neu5Gcは外来分子として免疫系に認識される可能性があり、抗Neu5Gc抗体の結合は慢性炎症の原因となっている可能性があるものの、具体的な立証がなされているわけではない。ヒトは（多くの場合高濃度で）Neu5Gc特異的抗体を有していることが示されており、ヒトの系の模倣として、Neu5Gcノックアウトマウスに対して抗Neu5Gc抗体を投与し、Neu5Gcに富む餌で飼養すると、マウスは全身に炎症が生じ、また肝細胞がんを発症する可能性が5倍高くなる。一方、腎移植時のNeu5Gc含有ウサギATG製剤の投与は抗Neu5Gc抗体の誘導をもたらすが、高レベルの抗Neu5Gc抗体への曝露に伴う結腸がんリスクの上昇は観察されていない。甲状腺機能低下症/橋本病患者では抗Neu5Gc抗体値が上昇しており、抗Neu5Gc抗体と自己免疫性甲状腺機能低下症とが関係している可能性が生じている。

### 食事からの吸収と排出
摂取されたNeu5Gcの一部は吸収されたのち尿へ排出され、わずかな量は新生糖タンパク質に組み込まれる。Neu5Gcは消化管で吸収され、一部は腸細胞や腸内細菌由来の酵素によってアシルマンノサミン（acylmannosamine）へ変換された後、体内でNeu5Gcへ再変換される。投与されたNeu5Gcの3–6%が4–6時間以内に尿へ排出され、排出は2–3時間後にピークに達し、24時間以内に基底レベルへ戻る。吸収されたNeu5Gcの一部はムチンへ組み込まれ、投与後1–4日に増加がみられる。髪でも投与後の増加がみられる。

## 取り込み機構
シアル酸は負に帯電しており親水的なため、細胞膜の疎水領域を容易に通過することはない。そのため、Neu5Gcの取り込みはエンドサイトーシス経路を介して行われていると考えられている。より具体的には、外因性のNeu5Gc分子はピノサイトーシスの助けを借りて、クラスリン非依存的経路を介して細胞内へ移行する。タンパク質に付加された状態のNeu5Gcはリソソームのシアリダーゼの作用によって遊離する。その後、Neu5Gcはリソソームのシアル酸トランスポーターを介して細胞質基質へ移行し、活性化や複合糖鎖への付加が可能な状態となる。Neu5Gcの蓄積は腫瘍や胎児組織で亢進しているようであり、取り込み機構は成長因子によって促進されていることが示唆されている。

## 関連文献
- Samraj, Annie N.; Pearce, Oliver M. T.; Läubli, Heinz; Crittenden, Alyssa N.; Bergfeld, Anne K.; Banda, Kalyan; Gregg, Christopher J.; Bingman, Andrea E. et al. (2014). “A red meat-derived glycan promotes inflammation and cancer progression”. Proceedings of the National Academy of Sciences 112 (2):  542–547. Bibcode: 2015PNAS..112..542S. doi:10.1073/pnas.1417508112. PMC 4299224. PMID 25548184.